# Langenburg, Baden-Württemberg
Langenburg är en stad i Landkreis Schwäbisch Hall i regionen Heilbronn-Franken i Regierungsbezirk Stuttgart i förbundslandet Baden-Württemberg i Tyskland. Den tidigare kommunen Bächlingen uppgick 1 februari 1972i Langenburg.<
Staden ingår i kommunalförbundet Gerabronn tillsammans med staden Gerabronn.